# Alej Sedmihorky
Alej Sedmihorky je oboustranná alej podél silnice III/03521 vedoucí z hlavní silnice I/35 Jičín – Turnov napříč nivou říčky Libuňky k lázním Sedmihorky a autokempu Sedmihorky v okrese Semily.
Památné stromy v aleji byly vyhlášeny rozhodnutím Správy CHKO Český ráj č. 480 z 26. 5. 1993. Alej byla ošetřena v roce 1992 a znovu na podzim roku 2000.
Alej, dlouhá zhruba 450 metrů, se v době vyhlášení skládala celkem ze 78 stromů – lípa malolistá (Tilia cordata) 63 kusů, jírovec maďal (Aesculus hippocastanum) 14 kusů, jasan ztepilý (Fraxinus excelsior) 1 kus.
- Stáří: lípa malolistá 10–100 let, jírovec maďal 10–100 let, jasan ztepilý 10–50 let
- Obvod: lípa malolistá 2–3,9 m, jírovec maďal 1,9–3,6 m
- Výška: malolistá 20–27 m, jírovec maďal 19–25 m
- Ev. č. ústř. seznamu OP 608056

## Památné a významné stromy v okolí
- Arboretum Bukovina (1,4 km jz.)
- Dub u arboreta Bukovina (1,4 km jz.)
- Dub v Sedmihorkách (0,75 km z.)
- Duby na hřbitově v Přáslavicích (0,9 km v.)
- Duby na Mariánském hřbitově (3,9 km sz.)
- Hrušeň na Hruštici (3,7 km ssz.)
- Jírovec před hřbitovem v Přáslavicích (0,9 km v.)
- Lípa u svatého Antonína (3,9 km sz.)
- Lípa u školy v Mašově (3,8 km zaz.)
- Lípa v Roudném (2,3 km v.)
- Lipová alej Turnov - Sedmihorky (0,3–2,3 km s./sz.)
- Maškova zahrada (4,2 km sz.)
- Skupina stromů na Vyskři (4,0 km jz.)